# Rajd Cypru 1983
Rajd Cypru 1983 (11. Rothmans Cyprus Rally) – 11 edycja rajdu samochodowego Rajd Cypru rozgrywanego na Cyprze. Rozgrywany był od 23 do 25 września 1983 roku. Była to trzydziesta ósma runda Rajdowych Mistrzostw Europy w roku 1983 (rajd miał najwyższy współczynnik - 4) oraz dwunasta runda Rajdowych Mistrzostw Cypru.

## Klasyfikacja rajdu
| Miejsce                      | Kierowca                     | Pilot                        | Samochód                     | Czas                         | Strata                       |                              |
| Klasyfikacja generalna i ERC | Klasyfikacja generalna i ERC | Klasyfikacja generalna i ERC | Klasyfikacja generalna i ERC | Klasyfikacja generalna i ERC | Klasyfikacja generalna i ERC | Klasyfikacja generalna i ERC |
| ---------------------------- | ---------------------------- | ---------------------------- | ---------------------------- | ---------------------------- | ---------------------------- | ---------------------------- |
| 1.                           | Jimmy McRae                  | Ian Grindrod                 | Opel Manta 400               | 11:40:00                     | 0.0                          |                              |
| 2.                           | Vahan Terzian                | Yiannakis Theofanous         | Mitsubishi Lancer 2000 Turbo | 11:57:55                     | +17:55                       |                              |
| 3.                           | Mike Kirkland                | Anton Levitan                | Nissan 240RS                 | 12:15:53                     | +35:53                       |                              |
| 4.                           | Saeed Al-Hajri               | John Spiller                 | Opel Ascona 400              | 12:17:00                     | +37:00                       |                              |
| 5.                           | Giorgos Moschous             | Kóstas Fertakis              | Nissan 240RS                 | 12:25:30                     | +45:30                       |                              |
| 6.                           | Kyriakos Antoniou            | Andreas Vannas               | Talbot Sunbeam Lotus         | 12:47:37                     | +1:07:37                     |                              |
| 7.                           | Dinos Maschias               | Makarios Panagiotou          | Subaru 1800 4WD              | 13:00:45                     | +1:20:45                     |                              |
| 8.                           | Alain Coppier                | Jean-Paul Botto              | Citroën Visa Chrono          | 13:12:43                     | +1:32:43                     |                              |
| 9.                           | Xenofon Dimitriou            | Nikos Neophytou              | Talbot Sunbeam               | 13:15:01                     | +1:35:01                     |                              |
| 10.                          | Ernest Kenmore               | John Armstrong               | Talbot Sunbeam               | 13:18:05                     | +1:38:05                     |                              |